# Legio X Fretensis
Legio X Fretensis was een Romeins legioen, opgericht door Octavianus (de latere keizer Augustus) in 41 of 40 v.Chr. om aan zijn zijde te strijden in de Romeinse burgeroorlog in de nadagen van de Romeinse Republiek. De aanduiding Fretensis ('van de zeestraat') verwijst naar de overwinning die het legioen behaalde in de Slag bij Naulochus, die plaatsvond in de straat van Messina (Fretum Siculum).
Het legioen is in de geschiedenis vooral bekend geworden door de rol die het speelde in de Joodse Oorlog. Veel plaatsen, verspreid over Galilea en Judea, werden door dit legioen veroverd. Bij de belegering van Jeruzalem maakte het legioen naam met zijn oorlogsmachines. Na de val van Jeruzalem was het dit legioen dat afrekende met de nog overgebleven verzetshaarden, bijvoorbeeld op Masada.
Het legioen was actief tot minstens 410 na Chr. Het maakte gebruik van verschillende symbolen: een stier, een trireem, een dolfijn, de god Neptunus en een zwijn.

## Geschiedenis

### Romeinse burgeroorlog
Het Legio X Fretensis werd door Octavianus samengesteld vanwege de Romeinse burgeroorlog. Hij had het legioen nodig om een einde te maken aan Sextus Pompeius' bezetting van Sicilia, die de graantoevoer naar Rome in gevaar bracht. Octavianus gaf het legioen het volgnummer tien mee, als verwijzing naar Julius Caesars beroemde Legio X. In 36 v. Chr. zette hij het legioen in, onder aanvoering van Marcus Vipsanius Agrippa, bij de slag bij Naulochus tegen Sextus Pompeius. Naar aanleiding van de hier behaalde overwinning kreeg het legioen de bijnaam Fretensis, een verwijzing naar de plaats van de slag in de Straat van Messina (Fretum Siculum).
Bij de Slag bij Actium (31 v. Chr.), waar Octavianus Marcus Antonius versloeg, speelde het legioen een bepalende rol. Vermoedelijk vindt het gebruik van de symbolen van de trireem en de dolfijn voor het legioen zijn oorsprong in de overwinningen in de zeeslagen bij Naulochus en Actium. De overwinning bij Actium maakte een einde aan de Romeinse burgeroorlog.

### Macedonia
Uit een in Macedonia gevonden inscriptie blijkt dat Octavianus (inmiddels keizer Augustus) het legioen op enig moment na de slag bij Actium verplaatste naar deze provincia. De inscriptie maakt duidelijk dat het legioen hier een brug bouwde over de rivier de Strymon. Vanuit Macedonia nam het legioen in 16 v.Chr. met succes deel aan de slag tegen de Sarmaten.

### Syria
Vermoedelijk korte tijd na de slag tegen de Sarmaten stuurde Augustus het legioen naar de provincia Syria, samen met Legio III Gallica, Legio VI Ferrata en Legio XII Fulminata. Drie van deze legioenen speelden een rol in het neerslaan van de opstanden die uitbraken in het Joodse land na de dood van Herodes de Grote (4 v.Chr.), maar het is niet zeker welke legioenen dat waren. In 6 na Chr. braken er in Judea opnieuw onlusten uit toen Herodes Archelaüs uit zijn koningschap ontheven werd. Publius Sulpicius Quirinius, de toenmalige gouverneur van Syria, zette alle vier de Syrische legioenen in om het Joodse land weer in het gareel te krijgen.
Uit een inscriptie gevonden te Palmyra blijkt dat in ieder geval een belangrijk deel van het legioen ten tijde van Germanicus in deze plaats zijn kamp had. Uit de inscripties valt bovendien op te maken dat Minucius Rufus in de periode 14-19 legatus legionis van X Fretensis was.
Het is waarschijnlijk dat het legioen in 37 of 38 onder aanvoering van Lucius Vitellius deelnam aan de mars naar de grens met Parthië, naar aanleiding van het ingrijpen van de Parthische koning Artabanus II in de Armeense troonopvolging. Tot een strijd kwam het niet, maar geconfronteerd met de Romeinse overmacht, was de Parthische koning gedwongen zijn aanspraken op Armenië te laten varen.
Ten tijde van keizer Nero nam X Fretensis onder aanvoering van Gnaeus Domitius Corbulo deel aan de veldtocht naar Armenië, dat ondanks het eerdere vredesverdrag toch door de Parthische koning Vologases I was bezet. Al snel werd Armenië veroverd en een Romeinse kandidaat (Tigranes VI) op de Armeense troon geplaatst (58-60).

### Joodse Oorlog
Het Legio X Fretensis speelde een bepalende rol in de Joodse Oorlog (66-73), waaraan het samen met het Legio V Macedonica, Legio VI Ferrata en Legio XII Fulminata deelnam, eerst onder aanvoering van Vespasianus, later onder zijn zoon Titus. Tot aan het najaar van 69 stond het legioen zelf onder bevel van legatus legionis Marcus Ulpius Traianus, de vader van de latere keizer Traianus.

#### Verovering van Galilea en Judea

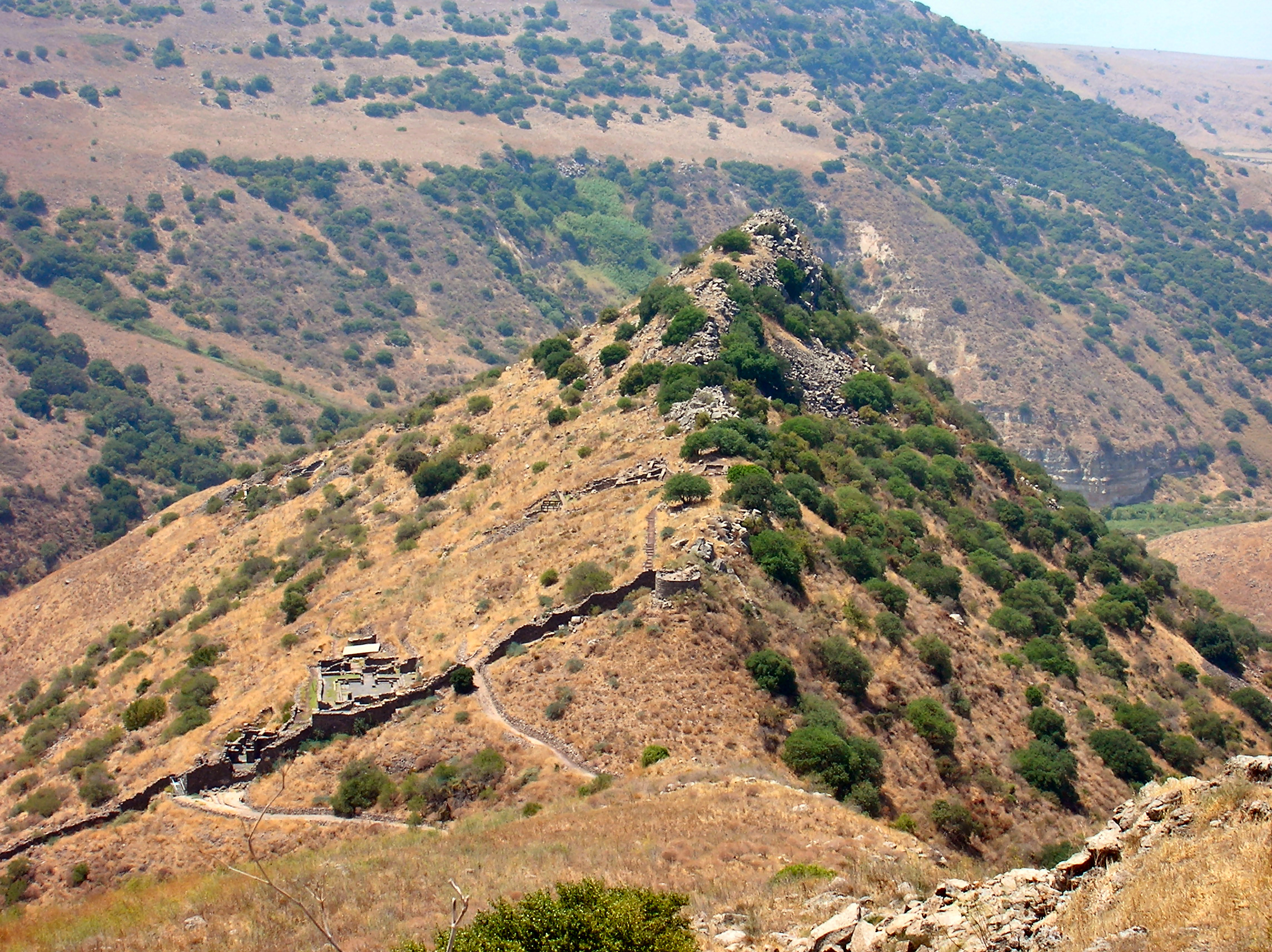
Ruïnes van Gamala, in 68 door X Fretensis veroverd.

Toen in 66 de oorlog uitbrak, achtte Nero de dreiging vermoedelijk nog niet zo groot, want Nero verplaatste het legioen dat jaar naar Alexandrië, om samen met Legio V Macedonica de door Nero geplande verovering van Ethiopië te realiseren. Al snel bleek echter dat de beide legioenen in Judea harder nodig waren. Ze werden aanvankelijk naar Ptolemaïs verplaatst, maar kregen daar Caesarea als nieuwe standplaats aangewezen. Dit vanwege het grote aantal troepen dat al in Ptolemaïs bijeengebracht was.
In 67 speelde het legioen een rol in de belegering en inname van Jotapata en de verovering van Jaffa. Samen met het Legio V Macedonica overwinterde het in Caesarea.
In het voorjaar 68 veroverde X Fretensis Tiberias, Taricheae en Gamala, waarna Skythopolis tijdelijk de nieuwe standplaats werd. In de zomer van 68 veroverde en verwoestte X Fretensis Qumran. Het legioen overwinterde in Skythopolis. Heel Galilea en het grootste deel van Judea was inmiddels terug in Romeinse handen.

#### Belegering en val van Jeruzalem
In de zomer van 69 (het vierkeizerjaar) werd Vespasianus door de troepen in Judea uitgeroepen tot keizer. Vespasianus vertrok daarop naar Rome en droeg het bevel over de troepen in Judea over aan zijn zoon Titus. Hij gaf Titus de opdracht Jeruzalem te veroveren. Titus stuurde daarop de legioenen langs verschillende routes naar Jeruzalem. Het tiende legioen trok op via Jericho, waar het ook overwinterde en een eenheid achterliet om een strategisch gelegen bergpas te bewaken. Ongeveer rond deze tijd werd de legatus legionis Marcus Ulpius Traianus vervangen door Larcius Lepidus.
Toen het legioen in het voorjaar van 70 bij Jeruzalem aankwam, nu nog de enige stad in Judea die niet door de Romeinen werd gecontroleerd, sloeg het samen met V Macedonica, XII Fulminata en XV Apollinaris het beleg om de stad. Het legioen richtte zijn legerkamp in op de Olijfberg ten oosten van de stad, maar daar werd het al snel ernstig in het nauw gedreven toen de Joodse vrijheidsstrijders een uitval deden. Slechts met moeite en volgens Josephus dankzij ingrijpen van Titus wist het legioen een nederlaag te voorkomen. In een latere fase van het beleg verplaatste Titus het tiende legioen naar de vijver van Amygdalon, aan de noordkant van de stad.
Tijdens de belegering dwong X Fretensis veel respect af door de krijgsmachines die het gebruikte. De machines van X Fretensis konden naar verluidt stenen met een gewicht van zo'n 25 kg over een afstand van zo'n 400 meter katapulteren. De ballista's van X Fretensis richtten zware schade aan aan de muren van Jeruzalem. Na een beleg van vijf maanden werd Jeruzalem veroverd. Na de val van Jeruzalem werd Larcius Lepidus als legatis legionis opgevolgd door Terentius Rufus, die echter alweer spoedig vervangen werd door Sextus Vettulenus Cerialis toen deze eind 70 legatus Augusti pro praetore van de provincia Judea werd.

#### De laatste verzetshaarden

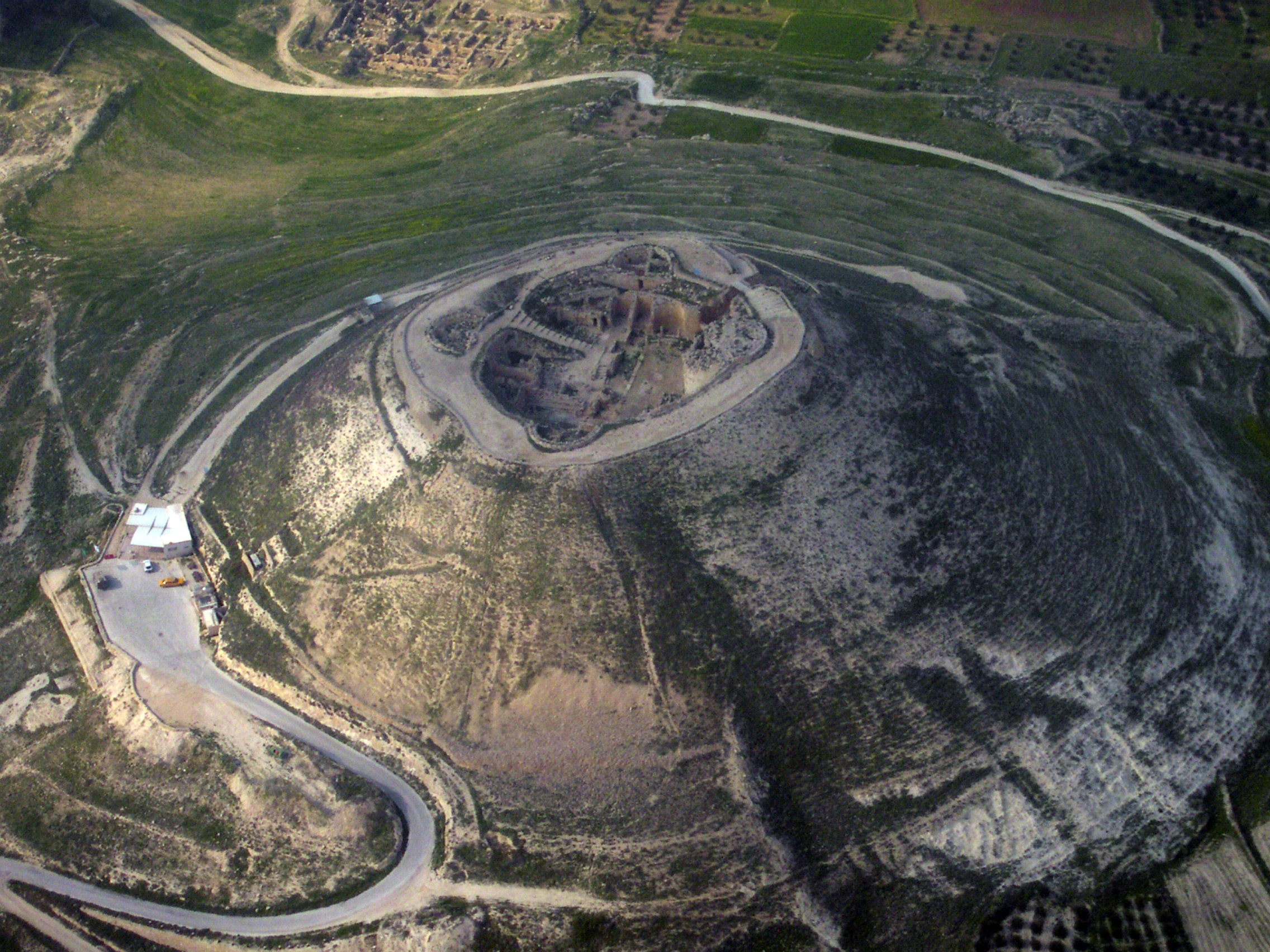
Ruïnes van Herodion, in 71 door X Fretensis veroverd.

De val van Jeruzalem betekende feitelijk het einde van de Joodse Oorlog. In enkele vestingen hadden zich echter nog Sicariërs verschanst, die van daaruit weerstand bleven bieden tegen de Romeinen.
In het voorjaar van 71 trok Titus naar Rome. Ook Cerialis werd teruggeroepen. Het bevel over de legioenen werd overgenomen door Sextus Lucilius Bassus, die als opdracht had het laatste verzet in Judea neer te slaan.
In 71 sloeg X Fretensis het beleg om de vesting Herodion, maar al snel gaven de Sicariërs die zich daar verschanst hadden zich over. Een jaar later werd Machaerus, een ander fort waar opstandelingen zich hadden teruggetrokken, ingenomen na een langer beleg. Nadat Bassus het fort had veroverd, liet hij het verwoesten. Kort daarna overleed Bassus onverwachts, zodat hij zijn missie niet kon voltooien. Hij werd opgevolgd door Lucius Flavius Silva. Onder zijn leiding trok het legioen naar Masada, het laatste bolwerk van de Sicariërs. De legerplaats werd ingericht aan de westzijde van de vesting.
Het beleg van Masada was lang en zwaar, mede doordat Masada zo afgelegen lag in de woestijn dat water en voedsel voor de Romeinse troepen over een grote afstand getransporteerd moest worden, terwijl de belegerden juist beschikten over grote voorraden voedsel en grote bassins waarin zij regenwater konden opvangen. Bovendien was de vesting Masada zeer strategisch gelegen, waardoor bestorming van het fort niet zonder meer mogelijk was. In de eerste fase van de belegering liet Silva het fort omgeven met een muur, zodat de belegerden niet konden ontvluchten. Vervolgens liet hij een belegeringsdam bouwen van ca. 72 meter hoog, met een lengte van zo'n 195 meter en een even zo grote breedte op het breedste punt, aan de kant van de vesting. Vanwege het gewicht van de belegeringsmachines (o.a. een zestig meter hoge, met ijzer beslagen belegeringstoren, katapulten en stormrammen) moest de dam nog versterkt worden met een 25 meter brede muur. Toen Masada uiteindelijk werd ingenomen, troffen de legionairs nog slechts een handjevol overlevenden aan. De andere belegerden hadden massaal zelfmoord gepleegd om niet in handen van de Romeinen te vallen.

#### Na de Joodse Oorlog

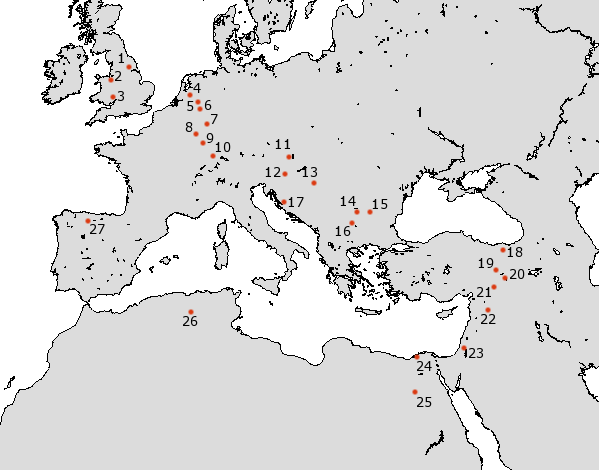
Verdeling van legioenen over het Romeinse Rijk, ca. 80 na Chr. (23: X Fretensis - volledig overzicht)

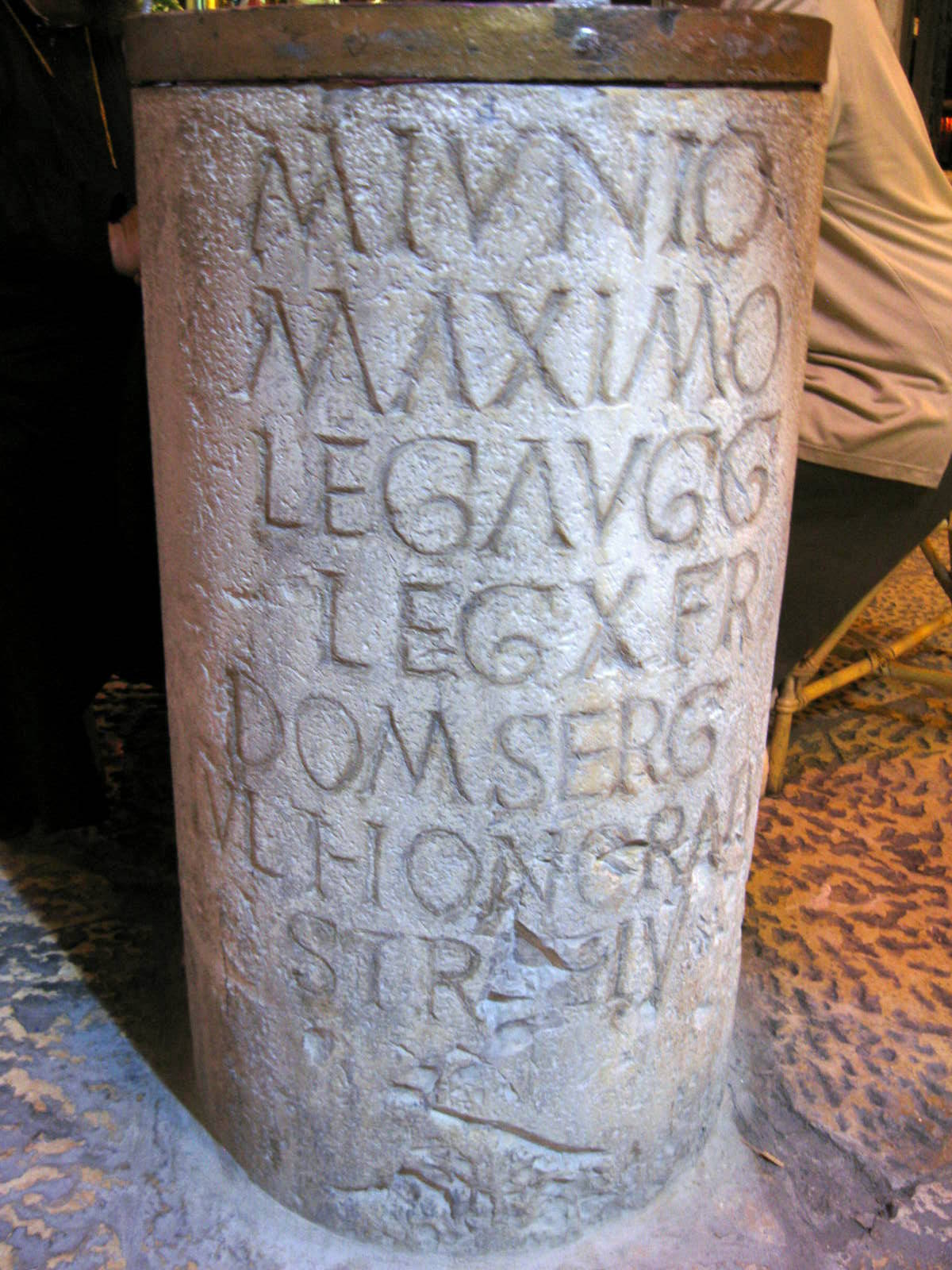
Zuil in Hotel Imperial (Jeruzalem), met inscriptie: M(arco) Iunio/ Maximo/ leg(ato) Augg(ustorum)/ leg(ionis) X Fr(etensis) Antoninianae/ C(aius) Dom(itius) Serg(ia)/ Jul(ius) Honoratus/ str(ator) eius (CIL III 6641)

Na de Joodse Oorlog werd X Fretensis in Jeruzalem gelegerd. Op de westelijke heuvel van de stad werd het legerkamp ingericht, waarbij ook delen van de muren werden gebruikt van het paleis van Herodes de Grote, dat op last van Titus verwoest was.
Het legioen had in Jeruzalem uitsluitend tot taak de rust in Judea te bewaren en stond daarbij onder direct bevel van de legatus pro praetore van Judea. Tot aan de tijd van keizer Traianus werd het niet meer voor veldtochten ingezet.

### Onder Traianus en Hadrianus
Aan het begin van de tweede eeuw zette Traianus het Legio X Fretensis in bij zijn veldtocht tegen de Parthische koning Osroes I. De veldtocht was succesvol: voor het eerst in de geschiedenis slaagden Romeinse troepen erin delen van Parthië te bezetten. Van twee tribuni militum van X Fretensis is bekend dat zij na de oorlog werden onderscheiden met de dona militaria, die verleend werd wanneer bijzondere moed aan de dag werd gelegd. Spoedig na de oorlog tegen de Parthen keerde het legioen echter weer terug naar Judea. Omdat vanaf 117 ook het Legio II Traiana in Judea gelegerd was, werd het Legio X Fretensis niet langer rechtstreeks door een legatus Augusti pro praetore aangevoerd, zoals net na de Joodse oorlog, maar door een legatus legionis, die lager in rang was. Jeruzalem bleef de officiële standplaats van het legioen, maar uit een inscriptie valt op te maken dat het eerste cohors gelegerd was in Samaria.
In 132 werd het tiende legioen ingezet toen er in Judea opnieuw opstand uitbrak omdat keizer Hadrianus in Jeruzalem een tempel voor Jupiter wilde oprichten. Sjimon bar Kochba bezette Jeruzalem en bracht de Romeinen zware verliezen toe. De legatus pro praetore van Judea Sextus Julius Severus vulde het legioen echter aan met troepen uit onder meer het gebied van de Donau. Onder aanvoering van Severus veroverde X Fretensis vervolgens Jeruzalem. Bij de belegering van het bolwerk Betar, waar Bar Kochba zich had teruggetrokken, kreeg het bovendien steun van VI Ferrata. Na de oorlog werden verschillende officieren van X Fretensis, onder wie een centurio en de toenmalige legatis legionis, onderscheiden met de dona militaria.

### Latere geschiedenis
Na de Bar Kochba opstand bleef Jeruzalem (dat sinds Hadrianus Aelia Capitolina werd genoemd) de standplaats van het legioen, al werden (evenals in de periode 70-135) sommige afdelingen ervan elders in Palestina gelegerd, zoals in Sebaste, Caesarea, Askelon en Emmaüs. In Caesarea was een vexilatio van X Fretensis, samen met een vexilatio van II Traiana, betrokken bij de bouw van een aquaduct. Uit deze periode zijn bij gebrek aan historische bronnen minder gegevens bekend over dit legioen. Duidelijk is dat een afdeling (vexillatio) onder aanvoering van Marcus Aurelius meestreed in de Marcomannenoorlog. In 193 steunde X Fretensis Pescennius Niger in zijn strijd tegen Septimius Severus. Mogelijk werd het rond deze periode ook ingezet bij onlusten onder de Joden en Samaritanen in Judea.
Het legioen bleef nog in Jeruzalem gelegerd tot in ieder geval de tijd van Caracalla of Elagabalus, toen Marcus Iunius Maximus legatus legionis was (zie afbeelding), maar vermoedelijk nog langer. Ten minste een deel van het legioen nam onder Caracalla deel aan de oorlog tegen de Parthen. Onder Gallienus was een vexilatio van het legioen actief in de strijd tegen het Gallische keizerrijk. Uit munten blijkt echter dat deze afdeling overliep naar Victorinus.
Aan het einde van de derde eeuw verplaatste Diocletianus het legioen naar Aila aan de Golf van Akaba. Daar bevond het zich nog steeds rond 410, bij het ontstaan van de Notitia Dignitatum, zoals met betrekking tot Dux Palestina vermeld is.

## Symbolen

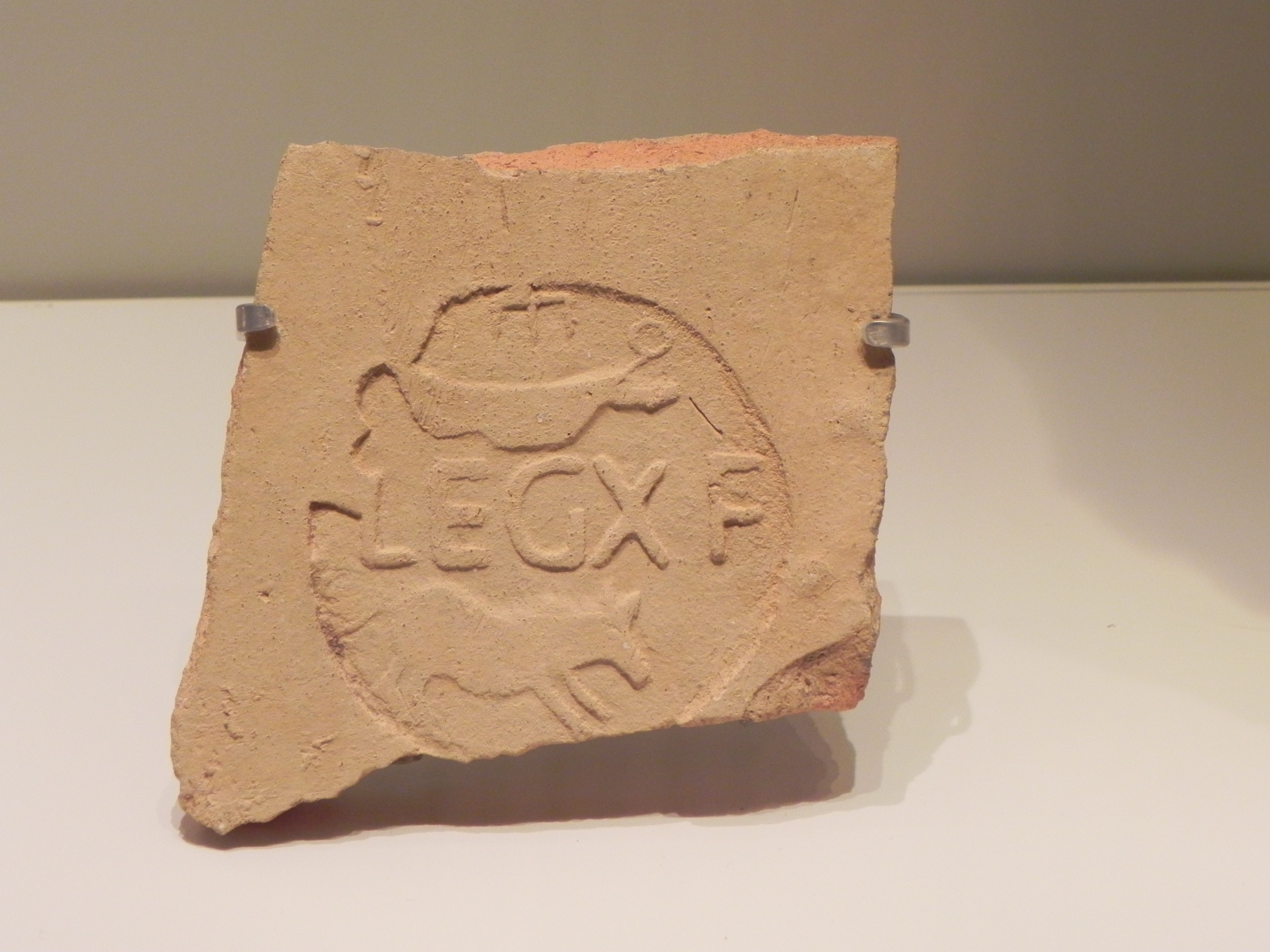
Stempel van het Legio X Fretensis, met de symbolen van trireem en zwijn (Israel Museum, Jeruzalem)

Het legioen maakte gebruik van verschillende symbolen: een stier, een trireem, een dolfijn, de god Neptunus en een zwijn.
Het symbool van de stier verwijst naar de godin Venus Genetrix, op wie Julius Caesar (en later ook keizer Augustus) via Aeneas de oorsprong van de Gens Julia terugvoerde. De associatie met Aeneas en Venus moest het aanzien van de gens vergroten door deze in verband te brengen met de oorsprong van het Romeinse volk. De meeste door Julius Caesar gestichte legioenen droegen dan ook dit symbool (bijvoorbeeld III Gallica). In oudere literatuur wordt om deze reden wel aangenomen dat niet Octavianus, maar Julius Caesar het legioen heeft opgericht. Tegenwoordig stelt men de oprichting van het legioen echter in de tijd van Octavianus en verklaart men het gebruik van dit symbool als propaganda van Octavianus (Julius Caesars adoptiefzoon), die eveneens veelvuldig van het symbool van de stier gebruik maakte en zich zo presenteerde als Julius Caesars rechtmatig opvolger.
De symbolen van de trireem, Neptunus (de god van de zee) en de dolfijn (een van de attributen van Neptunus) herinneren aan de begintijd van het legioen, toen het belangrijke overwinningen behaalde in de zeeslagen aan het einde van de Romeinse burgeroorlog. Uit onder meer inscripties gevonden in Jeruzalem blijkt dat deze symbolen ook in later tijd veelvuldig gebruikt werden, waaruit kan worden opgemaakt dat het legioen zijn roemruchte verleden met trots in ere hield.
Het symbool van het zwijn is wel uitgelegd als een belediging tegen de Joden, voor wie het varken bij uitstek een onrein dier is. Anderen wijzen deze interpretatie echter af, omdat ook andere legioenen zoals I Italica en XX Victrix dit symbool gebruikten, zonder dat daarbij sprake is van dergelijke bijbedoelingen. Op grond van het symbool van het zwijn zien sommige exegeten van het Nieuwe Testament in Marcus 5, waar een legioen demonen een troep van 2000 zwijnen de zee in drijft, een verhulde kritische aanduiding met betrekking tot het Legio X Fretensis als symbool voor de Romeinse bezetting van Judea in de tijd dat Marcus zijn evangelie schreef.

## Veteranen
Zoals elk Romeins legioen had ook X Fretensis zijn veterani, legionairs die hun diensttijd hadden voltooid of voortijdig eervol ontslag hadden verkregen. Tot aan de tijd van Hadrianus kregen veterani vaak een stuk land in een colonia. Meestal gebeurde dit op individuele basis, maar soms kregen grotere groepen legionairs op hetzelfde moment eervol ontslag. Onder keizer Claudius werd een grote groep veterani van X Fretensis gevestigd in Ptolemais, dat de status van colonia kreeg. Munten uit Ptolemais bevestigen dat hier een grote groep veterani van X Fretensis woonde.
Keizer Vespasianus vestigde kort na de Joodse Oorlog een groep van 800 veterani in Emmaüs, hoewel de plaats niet de officiële status van colonia kreeg. Caesarea was wel een colonia, maar uit opgravingen blijkt dat het deze status niet te danken had aan de vestiging van veterani, maar als een keizerlijk eerbetoon. Wel is het aannemelijk dat in Aelia Capitolina, dat eveneens de status van colonia had, veel veterani van X Fretensis woonden.
Niet alle veterani van X Fretensis bleven in Judea. Uit inscripties blijkt dat er ook veterani waren die zich buiten de provincia vestigden. De grootste groep veterani van X Fretensis is bekend uit Egypte.

## Archeologie

### Inscripties en munten
Afdelingen (vexillationes) van X Fretensis worden vermeld op veel in Judea gevonden inscripties, die dateren van 68 en later. Een voorbeeld is de Latijnse inscriptie uit het einde van de tweede eeuw in de kerk van Abu Gosh (15 km ten westen van Jeruzalem), dat de aanwezigheid van een vexillatio van X Fretensis als volgt vermeldt:
VEXILLATIO
LEG X FRE
Inscriptie uit Jeruzalem met de vermelding LEG X FR
In de toren van David in Jeruzalem zijn fragmentarische inscripties ('stempels') met het teken L.X.F. (van Legio X Fretensis) aangetroffen. Het merkteken wijst uit dat de toren door het legioen gerestaureerd is. Ook op veel andere plaatsen in Jeruzalem en in de rest van Palestina zijn veel van dergelijke merktekens aangetroffen.
Verder wordt het Legio X Fretensis vermeld op munten uit Judea uit de periode na het einde van de Joodse Oorlog tot het einde van de eerste eeuw.

### Legerkampen bij Masada en Jeruzalem

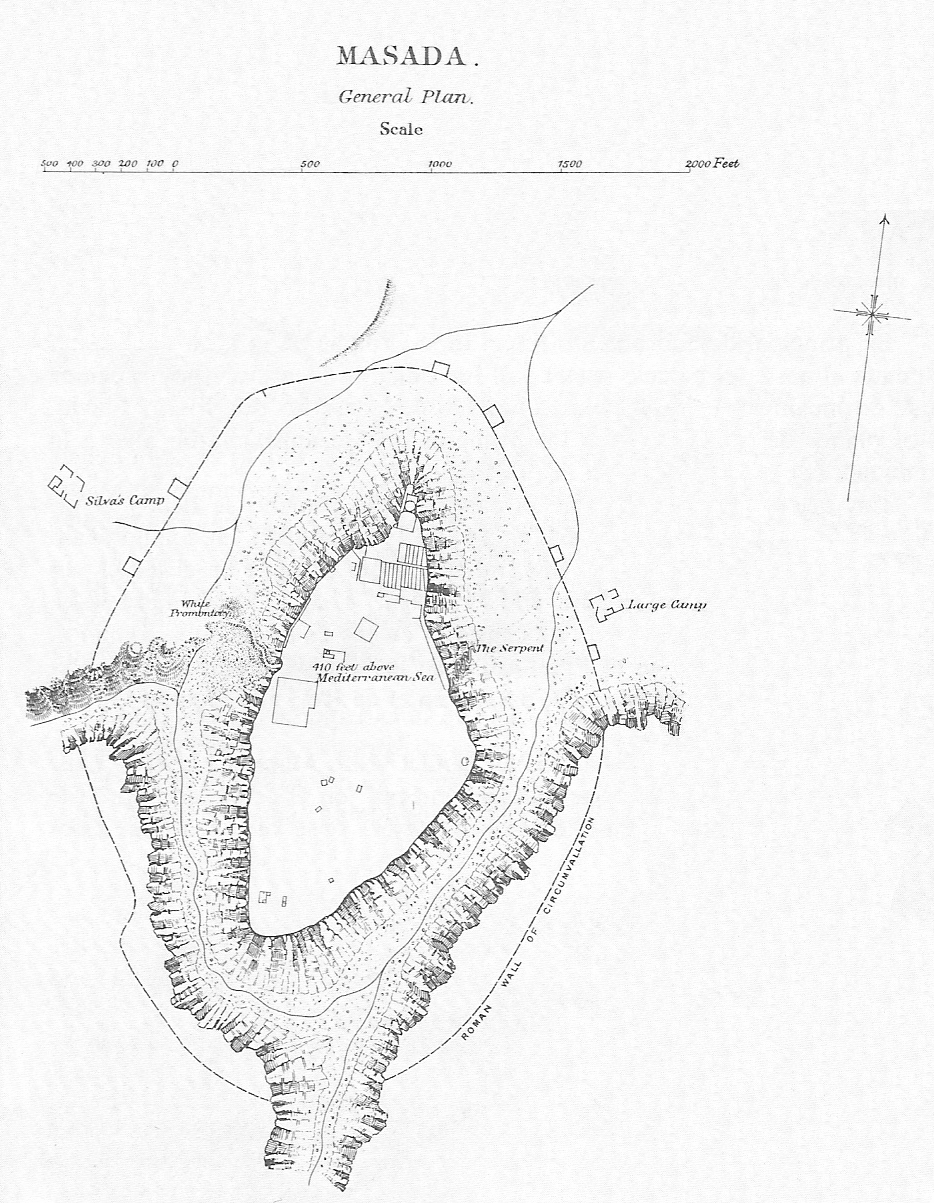
Masada en omgeving. De 3,5 km lange muur is aangegeven, alsmede kamp B (Large Camp) en kamp F (Silva's Camp)

Zowel bij Masada als bij Jeruzalem is het legerkamp van X Fretensis bij opgravingen teruggevonden. Het kamp bij Masada behoort tot de best bewaard gebleven legerkampen uit de Romeinse tijd. Het legerkamp zelf bestond uit twee grote kampen (bij de opgraving aangemerkt als kamp B en kamp F) en zes kleinere, die samen alle mogelijke vluchtroutes vanaf Masada beheersten. Elk van deze kampen was omgeven door een eigen omwalling. Het belangrijkste deel van het legioen verbleef in de twee grote kampen, met afmetingen van 127 x 164 m. (kamp B) resp. 118 x 146 m. (kamp F). Vergelijking met de beschrijving van Flavius Josephus impliceert dat Silva in deze laatste (kamp F) zijn verblijf had. Veel van het aardewerk dat in het kamp is aangetroffen is van Judeese of Nabateese makelij, wat impliceert dat het legioen voor de bevoorrading op deze gebieden terugviel. Bij het kamp is eveneens een ongeveer 3,5 km lange muur aangetroffen die rondom de burcht Masada was gebouwd, met daarin twaalf wachttorens, telkens om de 70 à 90 meter. Deze muur moest bevoorrading of een eventuele vlucht van de belegerden beletten. Ook de aarden belegeringswal is nog grotendeels bewaard gebleven.
Ook op de westelijke heuvel bij Jeruzalem, waar het legioen vanaf 74 gelegerd was, zijn resten van een kamp teruggevonden, aan het einde van de cordo maximus van het latere Aelia Capitolina. Het lijkt hier echter om een kamp met beperkte omvang te gaan, het grootste deel van de troepen lijkt gelegerd te zijn geweest in legerkampen in verschillende plaatsen rondom Jeruzalem. Bij een van deze kampen was een pottenbakkerswerkplaats, beheerd door het legioen, met niet minder dan 8 pottenbakkersovens. Hier werden gebruiksvoorwerpen (zoals etenspotten, servies en olielampen) gemaakt, maar ook bouwmaterialen voor de bouwwerken van het legioen in Jeruzalem. Veel van de in Jeruzalem aangetroffen stenen en dakpannen met het stempel van X Fretensis zijn afkomstig uit deze werkplaats. In de werkplaats zelf zijn nog enkele duizenden stenen en dakpannen met dergelijke merktekens aangetroffen. De datering van de vondsten uit dit legerkamp beslaat een periode van kort na 70 tot aan de tijd van Caracalla en Elagabalus (begin derde eeuw), wat aangeeft dat het kamp tot in elk geval deze periode min of meer permanent gebruikt is.